# Valorisierung
Unter Valorisierung (auch Wertsicherung) versteht man im Zusammenhang mit wirtschaftlichen Sachverhalten die Anpassung eines Wertes an die Teuerungsrate (Inflation). Dies soll verhindern, dass der gegenständliche Wert (z. B. der eines Grundstückes oder auch einer regelmäßigen Zahlung) durch Geldentwertung zu stark vermindert wird. So enthalten z. B. Mietverträge oft sogenannte Valorisierungs- oder Wertsicherungsklauseln, durch die der Kaufkraftgegenwert des Mietbetrags stabilisiert werden soll.
Valorisierung darf nicht mit Valorisation verwechselt werden, die sich auf die Preisstabilisierung bei Exportgütern bezieht.